# نادي شوانغ
نادي شوانغ لكرة القدم (بالصينية: 四川足球俱乐部) (بالإنجليزية: Sichuan Football Club)‏ ، هي نادي رياضي لكرة القدم في الصين ، ولعب في الدوري الصيني الممتاز 7 مواسم، وحصل على وصافة الدوري الصيني عام 2007.

## تاريخ المشاركات
| موسم    | 2006 | 2007 | 2008 | 2009 | 2010 | 2011 | 2012 |
| ------- | ---- | ---- | ---- | ---- | ---- | ---- | ---- |
| الدرجة* | 3    | 3    | 2    | 2    | 3    | 3    | 3    |
| الترتيب | 51   | 2    | 5    | 13   | 41   | 111  | 101  |

## وصلة خارجية
- http://sports.people.com (in Chinese)